# Wrabel Sándor

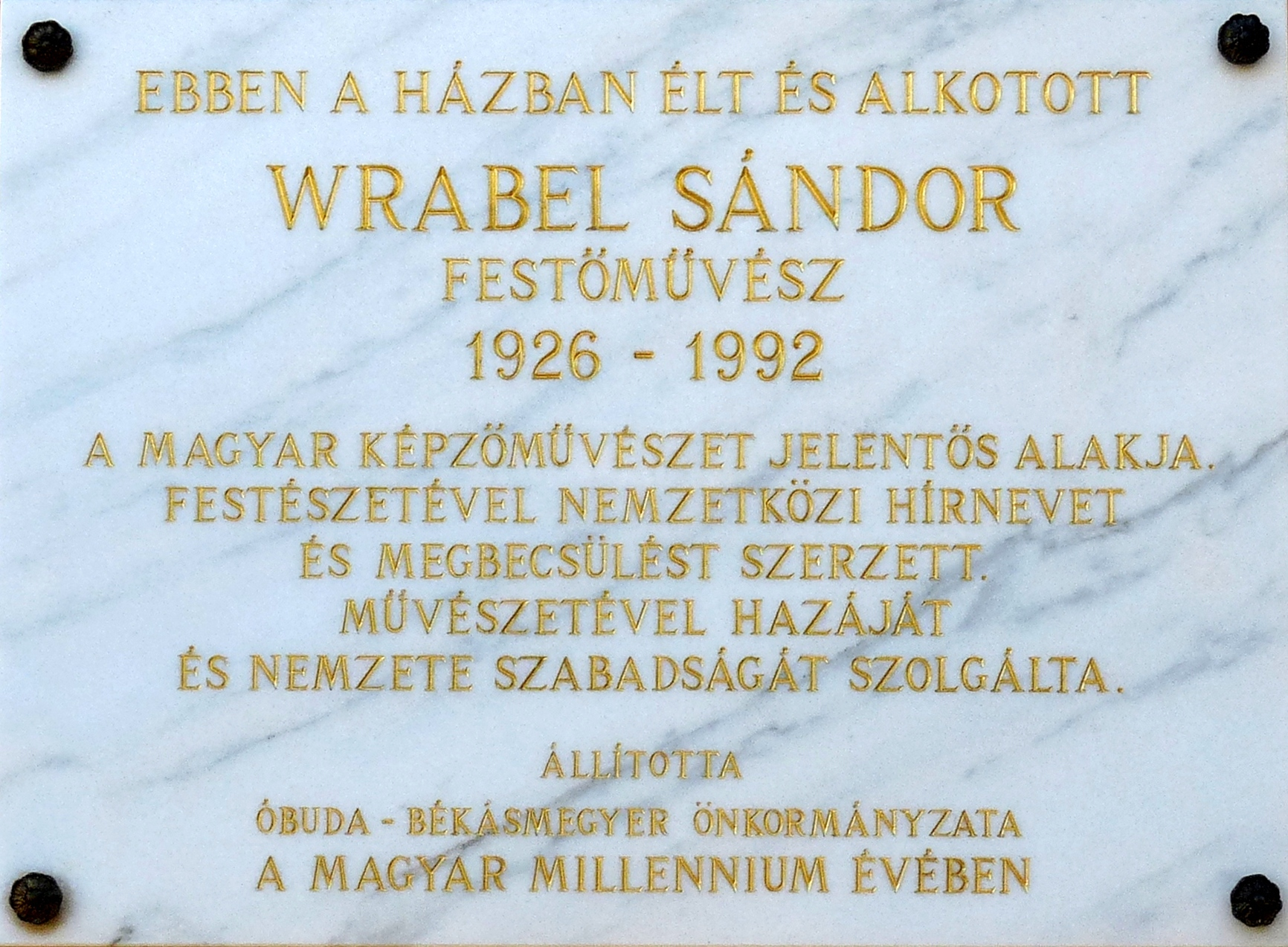
Wrabel Sándor emléktáblája egykori lakhelyén (Budapest, III. ker., Géza u. 13.)

Wrabel Sándor  (Budapest, 1926. június 28. – Budapest, 1992. június 25.) magyar festőművész, grafikus, „az 1956-os forradalom festője”.

## Életútja
Német nemzetiségű családból származott. A Magyar Képzőművészeti Főiskolán Pór Bertalantól tanult rajzot és festészetet, Kisfaludi Strobl Zsigmondtól pedig szobrászatot. Festői pályája 1954-től indult. Műveit a realisztikus ábrázolás jellemezte. Rajongásig szerette a természetet, kedvelt témái közé tartoztak az erdőképek (szívesen festett Békásmegyer környéki helyeket), tájképei mellett egyre jelentősebb szerepet kapott a vadon élő állatvilág, különösképpen a ragadozó madarak művészi megjelenítése. Jobb megismerésük érdekében vadgazdálkodási tanfolyamot is végzett, ahol a vadmadárral való foglalkozás szenvedélyén túl elsősorban a mozgás dinamikája, a madarak anatómiája, etológiája érdekelte. Kedvenc hobbijává vált a solymászat: a Magyar Solymász Egyesület aktív tagja lett.
Életébe, pályája alakulásába minduntalan beleszólt a 20. század történelme. 1945-ben az oroszok pisztolyt találtak nála, amiért kényszermunkatáborba vitték a Szovjetunióba, ahonnan csak 1948-ban szabadult. Az 1956-os forradalom nagy hatással volt rá, annak bukása után grafikai sorozatot készített e témában, majd festményeken jelenítette meg élményeit. Forradalom című képének reprintje 1965-ben bekerült Artner Tivadar Évezredek művészete című könyvébe, amiért az első kiadást visszavonták a boltokból, a második kiadásból pedig a művet kihagyták. A forradalom tragédiáját ábrázoló ciklusa, valamint Radnóti Miklós halálára című, a költő halálát elementáris erővel bemutató festménye miatt folyamatosan zaklatták, megbízáshoz nem jutott, kiállítani nem engedték, perifériára szorították, még művésztársainak egy része is elfordult tőle. Solymász barátai segítették megalapozni nemzetközi karrierjét; munkáiból színes albumot készítettek, amit a külföldi vadászokkal nyugatra juttattak.
Az 1960-as évek első felében képzőművészeti szakkört vezetett Csillaghegyen, ám a hatóságok továbbra is szemmel tartották, zaklatták.
A zaklatott életű művész magánélete végül normalizálódott, házasságot kötött Dr. Gulla Etelka jogásszal, 1966-ban megszületett fiuk: Alexander György.
Nehezen, de sikerült kijutnia külföldre. Felesége közbenjárására és a Magyar Vadászok Országos Szövetségének támogatásával útlevelet kapott, hogy Olaszországba utazva régi mesterek műveit tanulmányozza. Az útlevél megadásával a hatalom arra számított, hogy külföldön marad, ő azonban hazatért. Többször egy évet töltött Milánóban, kiállított alkotásait rendre díjazták, az ottani tudományegyetemen pedig ledoktorált.
1978-ban, miután a békásmegyeri lakótelep építése miatt a család lakhelyéül szolgáló vadászházat lebontották, Pomázra költözött, később, visszatérve a fővárosba, Csillaghegyen élt 1992-ben bekövetkezett haláláig.

## Művészete
Mivel művészetében tántoríthatatlanul ragaszkodott az igazság kimondásához, sorsa az lett, hogy mellőzték, így művei jelentőségét kora nem fedezhette fel, s ez visszahatott művészetére. A kezdeti harmonikus, realisztikus természetábrázolásait zaklatott, megrázó hatású kompozíciók váltották fel. Szürrealisztikus festői megoldásai élettapasztalatait tükrözték: az élet-halál harcukat vívó állatok drámáján keresztül saját sorstragédiáját vetítette ki. Az emberi szenvedést ábrázoló munkáin gyakran alkalmazta a festészet legnagyobb mestereinek kompozícióit, például a keresztre feszítés-jeleneteket. Egy olasz méltatója, Galileo Gentile rembrandti vonásokat fedezett fel karakterében, rokonságát Goya életművével pedig még szembetűnőbbnek találta.
Alkotásai külföldön is ismertek, művei megtalálhatók Belgium, Brazília, Kolumbia, Paraguay, Norvégia és Svédország közgyűjteményeiben.

## Elismerése

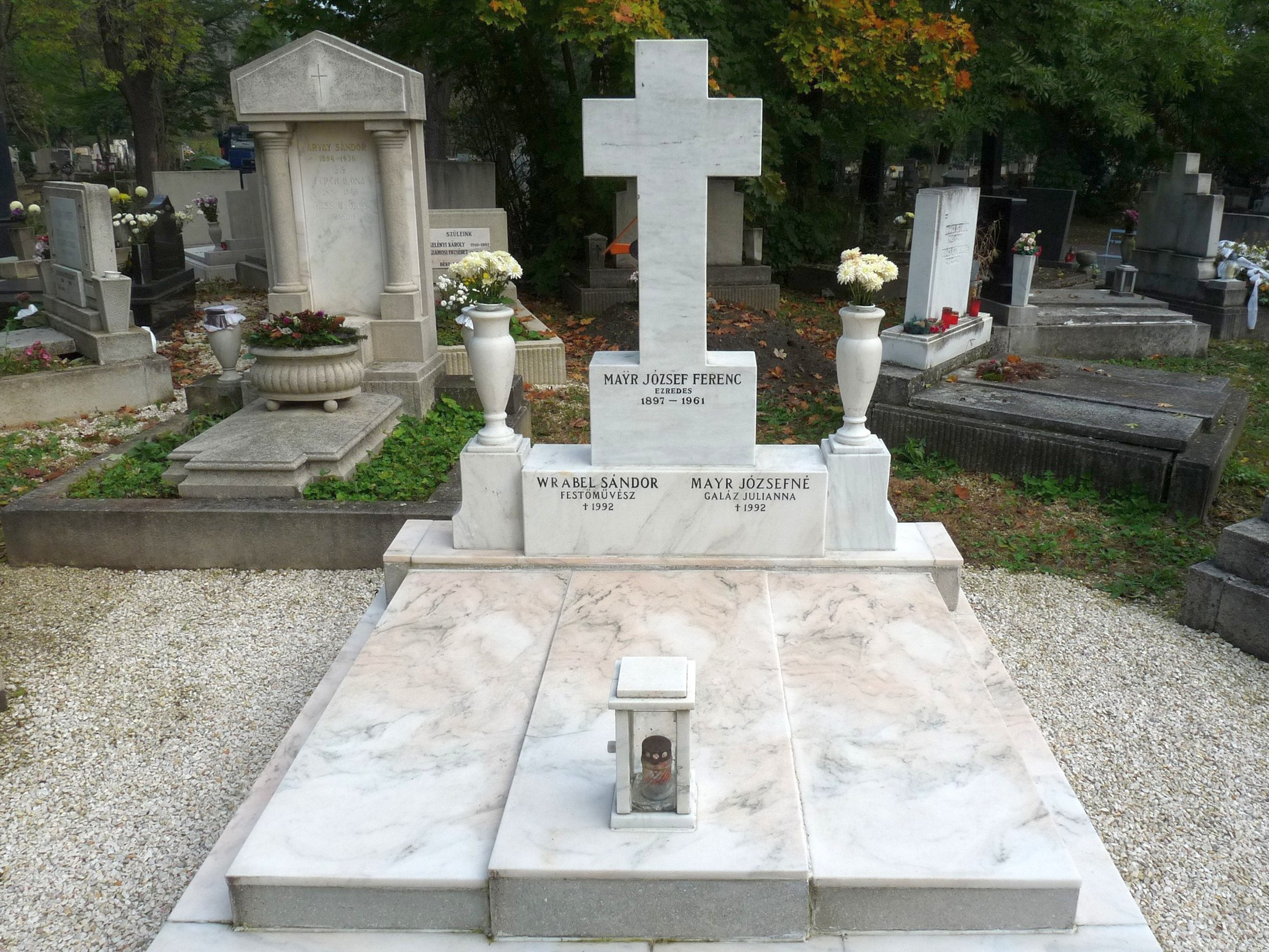
Wrabel Sándor sírja az óbudai temetőben.

Hazánkban, élete során, nem részesült hivatalos elismerésben. 2003-ban Pomáz városa az 1956-os forradalom és szabadságharc 47. évfordulója alkalmából – „a településsel kapcsolatos munkásságáért” – Pomáz díszpolgára posztumusz címmel tüntette ki. Békásmegyer–Ófalu közösségi háza, a Szent József Ház, egyik termét róla nevezte el.
A Nemzeti Emlékhely és Kegyeleti Bizottság az óbudai temetőben található sírját 2011-ben a Nemzeti Sírkert részévé nyilvánította.
Óbuda-Békásmegyer önkormányzata 2013-ban kezdeményezte egy közterület nevének megváltoztatását Wrabel Sándor utcára.

## Kiállítások
- 1961 – „Dolgozó emberek között”, Ernst Múzeum, Budapest (válogatott csoportos kiállítás)
- 1965 – Collettiva dei pittori ungheresi, G. Rotunda, Milánó, Bertinoro, Nápoly[15]
- 1966 – Nemzetközi Vásár, Milánó (Dokumentum- és Tévéfilmek Nemzetközi Börzéje)
- 1967 – Nemzetközi Vásár, Milánó (válogatott csoportos kiállítás)
- 1968 – Nemzetközi Vásár, Milánó (válogatott csoportos kiállítás)
- 1991 – Csepel Galéria, Budapest (leporello)
- 1995 – MDF Székház, Óbuda (emlékkiállítás)
- 1999 – Vadászati napok, Nagymaros
- 2004 – Magyarok Háza (MVSZ), Budapest. (Magyar zsoltárok)
- 2004 – Testvérmúzsák Galéria (Teleki-Wattay Művészeti Iskola), Pomáz (emlékkiállítás)
- 2005 – Keresztény Múzeum, Esztergom (emlékkiállítás)
- 2008 – Postamúzeum, Budapest (Vallomások – posztumusz kiállítás)
- 2011 – Csillaghegyi Pincegaléria, Budapest
- 2012 – Békásmegyeri Szent József Ház, Budapest (emlékkiállítás)
- 2012 – Óbudai Kulturális Központ (San Marco Galéria), Budapest (emlékkiállítás)
- 2014 – Magyarországi Németek Háza, Budapest (emlékkiállítás)

## Díjak, elismerések
- 1965 – Pro Bertinoro kitüntetés [16]
- 1965 – ezüstérem – Nemzetközi Vásár, Milánó
- 1965 – aranyérem – Nemzetközi Vásár, Milánó
- 1967 – az olasz Minisztertanács kitüntető oklevele
- 1975 – a római Francia-Olasz Intézet díja.
- 2003 – Pomáz díszpolgára cím (posztumusz)
- 2006 – '56-os Emlékérem, Csepeli ’56-os Emlékbizottság (posztumusz) [17]